# Vasily Smyslov

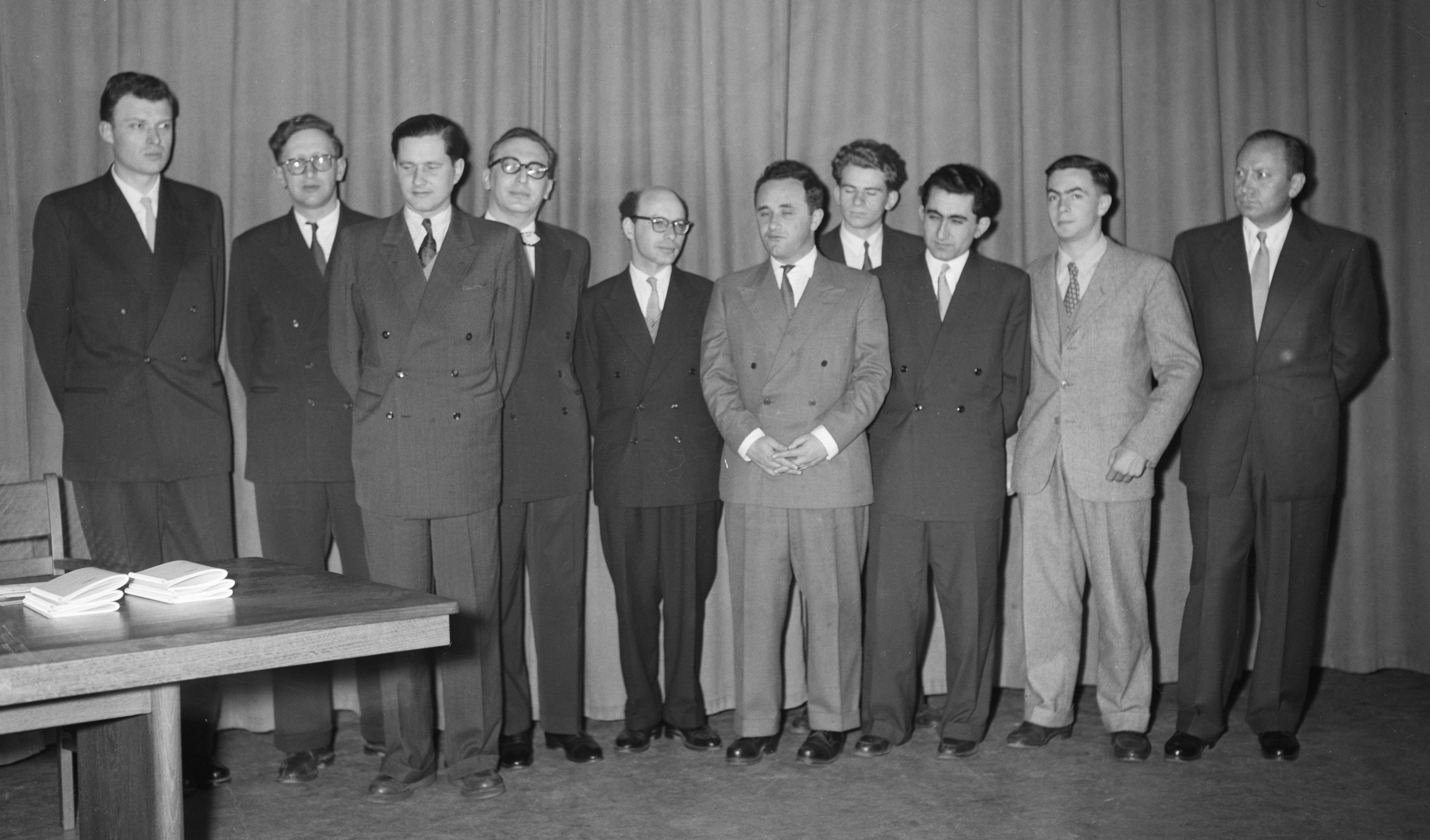

Vasily Vasiliyevich Smyslov, (em russo: Васи́лий Васи́льевич Смысло́в), (Moscou, 24 de março de 1921 — Moscou, 27 de março de 2010) foi um enxadrista soviético e cantor de ópera, tendo sido campeão mundial de 1957 a 1958.

## Biografia
Smyslov foi cantor (tinha uma boa voz de barítono), só se decidindo por uma carreira no xadrez ao não conseguir ser aceito no Teatro Bolshoi, após uma audição, em 1950. Posteriormente, chegou a dar recitais durante torneios de xadrez, frequentemente acompanhado pelo também GM e pianista Mark Taimanov.
Ele participou em 1948 do torneio (Campeonato do Mundo de Xadrez) organizado para determinar quem ganharia o título de campeão, sucedendo ao falecido Alexander Alekhine, acabando em segundo lugar atrás de Mikhail Botvinnik. Após triunfar no torneio dos candidatos em 1953 em Zurique, ganhou o direito a jogar um match com Botvinnik no ano seguinte. Este match acabou empatado, o que implicava a conservação do título por Botvinnik. Voltaram a jogar em 1957 (Smyslov ganhara novamente o torneio de candidatos, realizado em 1956 em Amsterdam) triunfando Smyslov e tornando-se campeão mundial pelo resultado de 12,5 – 9,5. No ano seguinte Botvinnik exerceu o seu direito à desforra recuperando o título com o resultado de 12,5 – 10,5.
Smyslov não voltou a qualificar-se para outra final do Campeonato do Mundo, mas continuou a jogar nas provas de qualificação. Em 1983 foi até à final dos candidatos (o match que determina com o campeão, na altura Anatoly Karpov), perdendo por 8,5 – 4,5 com o futuro campeão Garry Kasparov. Nas eliminatórias anteriores tinha defrontado Zoltan Ribli (na meia-final, com o resultado de 6,5 – 4,5) e Robert Hübner (nos quartos de final, com o resultado de 7 – 7, tendo sido a roleta a decidir o jogador a avançar).
Em 1991 ganhou o primeiro Campeonato Mundial de Xadrez Sénior, e tem posto em ação sobre o tabuleiro os seus dotes em jogos não competitivos, desde um torneio realizado em 2001 em Amsterdam, o Klompendans Veterans versus Ladies. O seu rating ELO após o evento cifrava-se em 2494.
Smyslov é conhecido pelo seu estilo posicional e, em particular, pela qualidade com que dirige os seus finais.

## Principais resultados em torneios
| Data | Local         | Colocação | Observações                                                                        |
| ---- | ------------- | --------- | ---------------------------------------------------------------------------------- |
| 1946 | Groninga 1946 | 3         | Vencido por Mikhail Botvinnik, com Max Euwe em segundo e Miguel Najdorf em quarto. |